# Posljednji dani Vukovara
Posljednji dani Vukovara, hrvatski dokumentarni film iz 2007. godine redatelja i scenarista Hrvoja Zovka. U produkciji HTV-a. Sadrži svjedočanstva zadnjih dana obrane Vukovara, strahote koje su hrvatski branitelji i civili doživjeli nakon okupacije grada, ispovijest jednog od zapovjednika JNA, izjave britanskih ratnih izvjestitelja iz Vukovara, Martina Bella i Marcusa Tannera.